# Theodor Ballauff
Theodor Ballauff (* 14. Januar 1911 in Magdeburg; † 20. Dezember 1995 in Mainz) war ein deutscher Pädagoge und Professor an den Universitäten Köln und Mainz.

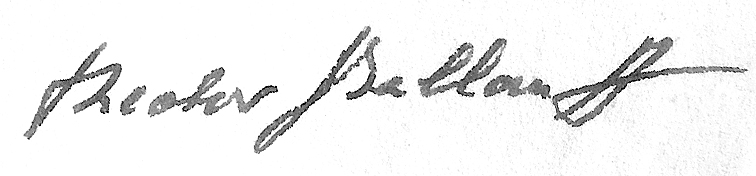
Theodor Ballauff. Signatur 1972

## Leben
In Magdeburg geboren, wuchs Ballauff ab 1915 in Kassel unter der Obhut der Mutter auf. Sein Vater war 1914 im Ersten Weltkrieg gefallen. 1930 folgte das Abitur am Wilhelmsgymnasium Kassel. Von 1930 bis 1937 studierte Ballauff Chemie, Biologie, Philosophie, Psychologie und Religionswissenschaft an den Universitäten Göttingen, Wien und Berlin. Am 26. August 1937 beantragte er die Aufnahme in die NSDAP und wurde rückwirkend zum 1. Mai desselben Jahres aufgenommen (Mitgliedsnummer 5.395.553). Nebenamtlich war er für das Amt Wissenschaft der NSDAP-Reichsleitung tätig. Er war Blockwalter der Nationalsozialistischen Volkswohlfahrt (NSV). 1938 promovierte er in Berlin mit einer von Nicolai Hartmann betreuten Arbeit über den Vorstellungsbegriff bei Kant. Im selben Jahr bestand er die Prüfung für das höhere Lehramt und wurde Referendar an der Universitätsbibliothek Halle. Nach seiner Assessorprüfung wurde er zum Bibliothekar an der Preußischen Staatsbibliothek ernannt. 1944 habilitierte sich Ballauff mit der Arbeit Das transzendente Problem in der gegenwärtigen Philosophie in Halle. Alfred Rosenberg und sein Mentor Alfred Baeumler besorgten ihm eine Dozentenstelle an der Universität Halle.
1940 wurde Ballauff zum Kriegsdienst eingezogen. Er wurde Oberfunker in der Fernschreiblehrkompanie des Nachrichtenregiments Halle.
Ab Oktober 1946 war Ballauff an der Universität Köln zunächst Assistent, später Privatdozent und ab 1952 außerordentlicher Professor. 1947 hatte er einen Lehrauftrag an der Universität Bonn. 1955 wurde Ballauff außerordentlicher Professor für Philosophie und Pädagogik an der Universität Mainz, 1956 ordentlicher Professor für Pädagogik. 1979 erfolgte seine Emeritierung. Ein bekannter Schüler ist Klaus Schaller.
In seinen Kölner Jahren heiratete Ballauff seine Frau Hildegard, geb. Weitzel. Dem Ehepaar wurden zwei Kinder, eine Tochter und ein Sohn, geboren.

## Pädagogik der „selbstlosen Verantwortung der Wahrheit“
Entgegen einer „anthropozentrischen“ Bildungsstruktur der Selbstsuche, die vom Menschen als einem Seienden ausgeht, das sich über die Aneignung der Welt verwirklicht und zum Herrn des Ganzen einsetzt, bedeutet gebildete Menschlichkeit für Ballauff die Erhebung zur Gedanklichkeit und „selbstloser Verantwortung der Wahrheit“, um „Sprecher, Anwalt und Mittler alles dessen zu sein, was wir nicht sind“ und was in einer quasi naturwüchsigen „Fundamentalideologie des Menschen“ als „Material menschlicher Bildung angesetzt“ ist. Dabei ist für ihn der verbreitete Pluralismus nur „eine dünne Decke über dem Abgrund der Unerfindlichkeit der Wahrheit“. „Bildung heute sollte dieses Aushalten im Wissen um den Abgrund unseres Denkens umschließen, das den modernen Menschen auszeichnet.“ „Die metatheoretische These, daß es keine absolute theoretische Wahrheit geben kann, ist absolut. Sicher, sie besagt auch nichts Inhaltliches, sie besagt nicht, dass es keine Wahrheit gibt; sie setzt diese sogar voraus. Aber sie schließt das menschliche Erkennen und Forschen, Einsehen und Formulieren von jeder Endgültigkeit aus oder besser: bewahrt sie vor jeder Endgültigkeit und hält sie in Bewegung.“
Erwin Hufnagel schrieb:

„Zu einer Zeit, als die Zerschlagung der Geisteswissenschaftlichen Pädagogik mit dem Hoffnungswort Erziehungswissenschaft mehr oder weniger besinnlich gefeiert wurde, bestand Ballauff, der gewiss kein Parteigänger der Geisteswissenschaftlichen Pädagogik war, in freundlicher Unbekümmertheit darauf, dass in der heraufbeschworenen Erziehungswissenschaft das pädagogische Denken erstirbt. Auch daran mag es liegen, dass dieser tiefsinnige Denker zum Schaden der Pädagogik als Wissenschaft ein wenig an den Rand gedrängt wurde.“ […] Ballauff ersetzt „die metaphysischen Schein-Begründungen durch ein antizipatorisches, an die Zeiten gebundenes sowie geschichtlich zu erfüllendes Apriori: die Idee der Menschlichkeit, um die wir grundsätzlich wissen und deren Ausgestaltungen und geschichtliche Herausforderungen wir dennoch nicht im Einzelnen kennen und um die wir miteinander oder in Einsamkeit ringen.“

Über die Bedeutung von Ballauffs Sprache und Denken wird allgemein gestritten. Oft wird sein Werk als ein Beispiel für den pädagogischen Jargon der 1950er und 1960er Jahre beschrieben, in dem fehlende präzise Aussagen durch „Tiefsinn mit viel Weihrauch“ ersetzt wurden. Jüngere Publikationen weisen ihn hingegen als Denker aus, der wesentliche Aussagen der philosophischen Postmoderne schon vorweg bedachte und nachvollziehbar eigene Gedanken ausdrücken wollte, die ihn an die Grenzen sprachlicher Möglichkeiten führten.

## Veröffentlichungen (Auswahl)
- Ueber den Vorstellungsbegriff bei Kant, Berlin: Verlag für Staatswissenschaften und Geschichte, Berlin: Dissertation 1937 (im Buchhandel als Philosophische Untersuchungen, Heft 5, 1938)
- Über das transzendente Problem in den gegenwärtigen Philosophie, Berlin: Habilitationsschrift 1943
- Die Grundstruktur der Bildung. Beltz Verlag, Weinheim/Bergstraße 1953
- Die Wissenschaft vom Leben. Eine Geschichte der Biologie. Band I: Vom Altertum bis zur Romantik. Reihe Orbis academicus Band II/8. Verlag Karl Alber, Freiburg / München 1954 (Digitalisat).
- Erwachsenenbildung. Sinn und Grenzen. Quelle und Meyer Verlag, Heidelberg 1958. 2. Auflage 2008 Schneider Verlag Hohengehren, Baltmannsweiler. ISBN 978-3-8340-0377-5
- Systematische Pädagogik. Eine Grundlegung. Quelle und Meyer Verlag, Heidelberg 1962, 3., umgearbeitete Auflage 1970. ISBN 3-494-00013-1
- Philosophische Begründungen der Pädagogik. Die Frage nach Ursprung und Maß der Bildung. Duncker und Humblot Verlag, Berlin 1966.
- Skeptische Didaktik. Quelle und Meyer Verlag, Heidelberg 1970. ISBN 3-494-00615-6
- Pädagogik. Eine Geschichte der Bildung und Erziehung in 3 Bänden. Reihe Orbis academicus Band I/11–13. Verlag Karl Alber, Freiburg / München
  - Band I: Von der Antike bis zum Humanismus. 1969. ISBN 3-495-47170-7
  - Band II mit Klaus Schaller: Vom 16. bis zum 19. Jahrhundert. 1970. ISBN 3-495-47178-2
  - Band III mit Klaus Schaller 19./20. Jahrhundert. 1972. ISBN 3-495-47222-3
- Pädagogik als Bildungslehre. Haag und Herchen Verlag, Frankfurt a. M. 1986. 4. Auflage aus dem Nachlass hrsg. von Andreas Poenitsch und Jörg Ruhloff. Schneider. Verlag Hohengehren, Baltmannsweiler. ISBN 3-89676-833-6
- Zur Geschichte der abendländischen Bildung. In: Winfried Böhm, Martin Lindauer (Hrsg.): „Nicht Vielwissen sättigt die Seele“. Wissen, Erkennen, Bildung, Ausbildung heute. (= Drittes Symposium der Universität Würzburg.) Ernst Klett, Stuttgart 1988, ISBN 3-12-984580-1, S. 49–70.
- Theodor Ballauff – Pädagogik der „selbstlosen Verantwortung der Wahrheit“. Hrsg. von Jörg Ruhloff und Andreas Poenitsch. Juventa-Verlag, Weinheim 2004. ISBN 3-7799-1901-X